# Nise da Silveira
Nise Magalhães da Silveira (ur. 15 lutego 1905 w Maceió, zm. 30 października 1999 w Rio de Janeiro) – brazylijska lekarka, psychiatrka, naukowczyni, humanistka i prekursorka zooterapii. Najbardziej zasłużony brazylijski lekarz psychiatra. Zrewolucjonizowała myślenie o leczeniu osób z zaburzeniami psychicznymi w Brazylii.
Znana ze swojego sprzeciwu wobec radykalnych i agresywnych metod cenionych przez stronników podejścia biologicznego w psychiatrii. Dostrzegając wartość terapeutyczną w nawiązywaniu relacji ze zwierzętami, jako pierwsza postanowiła wprowadzić koty na oddział psychiatryczny swojego szpitala w latach 40 XX wieku.

## Życiorys
Urodziła się w Maceió, w największym mieście i stolicy stanu Alagoas w Brazylii. Ukończyła studia na Wydziale Lekarskim Universidade Federal da Bahia w 1926 roku jako jedyna kobieta na swoim roku.
W 1952 założyła Museu de Imagens do Inconsciente służące wystawianiu, przechowywaniu i badaniu twórczości osób z doświadczeniem kryzysu psychicznego. Od 1954 prowadziła ożywioną korespondencję z C. G. Jungiem i przyczyniła się do rozpropagowania jego idei w Brazylii.
Była również pomysłodawczynią powstałego w 1956 roku domu dziennego pobytu i ośrodka rehabilitacji dla byłych pacjentów szpitala psychiatrycznego. Mieli oni dochodzić do zdrowia ucząc się niedestrukcyjnego radzenia sobie z emocjami i wyrażania siebie poprzez różne oddziaływania artystyczne na warsztatach terapii zajęciowej.
Jej poszukiwania nad zastosowaniem sztuki w terapii zaburzeń psychicznych doprowadziły do powstania artykułów, książek oraz filmów a także organizacji wystaw, kursów, sympozjów i konferencji poświęconych temu zagadnieniu. Zajmowała się też badaniem więzi emocjonalnej między pacjentami i zwierzętami, które lubiła nazywać drugimi terapeutami.
Została odznaczona Orderem Rio Branco (1987) i Orderem Narodowym Zasługi Edukacyjnej (1993). W 2022 roku uchwalono decyzję o wpisaniu jej do Księgi Narodowych Bohaterów i Bohaterek znajdującej się w Nowym Panteonie Wolności i Demokracji w Brazylii.
Zmarła 30 października 1999 w Rio de Janeiro. Pochowano ją na Cmentarzu Świętego Jana Chrzciciela.

## Publikacje
- Jung: vida e obra (1968)
- Imagens do inconsciente (1981)
- Casa das Palmeiras. A emoção de lidar. Uma experiência em psiquiatria (1986)
- O mundo das imagens (1992)
- Nise da Silveira (1992)
- Cartas a Spinoza (1995)
- Gatos - A Emoção de Lidar (1998)